# Centerville (Caroline du Nord)
Pour les articles homonymes, voir Centerville.
Centerville est une ville américaine du comté de Franklin, dans l'État de Caroline du Nord. En 2016, sa population est de 87 habitants.

## Démographie
| 1970 | 1980 | 1990 | 2000 | 2010 | - |
| ---- | ---- | ---- | ---- | ---- | - |
| 123  | 135  | 115  | 99   | 89   | - |